# إدوارد بيرين إدموندز
إدوارد بيرين إدموندز هو سياسي أمريكي، ولد في 6 يونيو 1925، وتوفي في 17 ديسمبر 1967. نشط حزبياً في الحزب الجمهوري. وقد انتخب عضو مجلس نواب مين ‏.